# Gezerski koledar
Gezerski koledar  je majhna popisana apnenčasta tablica, široka 7,2 cm in visoka 11,1 cm, ki jo je leta 1908 odkril irski arheolog R. A. Stewart Macalister v starodavnem kanaanskem mestu Gezer približno 30 km severozahodno od Jeruzalema. Tablica se običajno datira v 10. stoletje pr. n. št., čeprav izkopavanje ni bilo stratificirano. Datiranje zato ni povsem zanesljivo.
Tako jezik kot pisava sta še vedno predmet razprav: jezik bi lahko bil feničanski ali hebrejski, pisava pa feničanska (ali prakanaanska) ali paleohebrejska.

## Napis
Koledar je napisan na apnenčasti tablici in opisuje mesečna ali dvomesečna obdobja in z njimi povezana opravila, na primer žetev, sajenje in obdelovanje določenih poljščin.
Napis je pisan s feničansko ali paleohebrejsko pisavo:
ki je enakovredna naslednjemu zapisu v kvadratni hebrejski pisavi: 
ירחואספ ירחוז
רע ירחולקש
ירחעצדפשת
ירחקצרשערמ
ירחקצרוכל
ירחוזמר
ירחקצ
אבי (ה
Transliteracija s presledki med besedami:
yrḥw ’sp  yrḥw z
r‘  yrḥw lqš
yrḥ ‘ṣd pšt
yrḥ qṣr š‘rm
yrḥ qṣrw kl
yrḥw zmr
yrḥ qṣ
’by (h)
Besedilo je bilo prevedeno kot:
Dva meseca pobiranja (september, oktober)
Dva meseca sajenja (november, december)
Dva meseca setve (januar, februar)
En mesec žetve lana (marec)
En mesec žetve ječmena (april)
Ene mesec žetve in merjenja žita  (maj)
Dva meseca obrezovanja (junij, julij)
En mesec poletnega sadja (avgust)
Abij (ah)
Znanstveniki so špekulirali, da bi koledar lahko bil vaja za urjenje spomina za šolarje, besedilo ljudske pesmi ali otroška pesem. Ena od možnosti je tudi ta, da je bil pripomoček za pobiranje davkov od kmetov.
Pisec koledarja se je verjetno imenoval Abijah, kar pomeni Jah je moj oče. V Bibliji se Abijah imenuje več oseb, vključno z judovskim kraljem (Abíja, 1 Kralji 14:31).